# Phenix City (Alabama)
Phenix City é uma cidade localizada no estado americano de Alabama, no Condado de Lee e Condado de Russell.

## Demografia
Segundo o censo americano de 2000, a sua população era de 28.265 habitantes.
Em 2006, foi estimada uma população de 30.067, um aumento de 1802 (6.4%).

## Geografia
De acordo com o United States Census Bureau tem uma área de
64,1 km², dos quais 63,7 km² cobertos por terra e 0,4 km² cobertos por água. Phenix City localiza-se a aproximadamente 110 m acima do nível do mar.

## Localidades na vizinhança
O diagrama seguinte representa as localidades num raio de 32 km ao redor de Phenix City.